# Dictya umbrarum
Dictya umbrarum is een vliegensoort uit de familie van de slakkendoders (Sciomyzidae). De wetenschappelijke naam is gepubliceerd in 1758 door Linnaeus in de tiende editie van Systema naturae.